# 1925 au cinéma
| Années du cinéma : 1922 - 1923 - 1924 - 1925 - 1926 - 1927 - 1928    |
| Décennies du cinéma : 1890 - 1900 - 1910 - 1920 - 1930 - 1940 - 1950 |

Cet article présente les faits marquants de l'année 1925 au cinéma.

## Événements
- À New York, les spectateurs sont enthousiasmés par Madame Sans-Gêne, film produit par la Paramount, tourné en France par Léonce Perret, avec la star américaine Gloria Swanson.
- Le journaliste Charles Le Fraper suggère d'utiliser un « chèque cinéma » pour l'entrée dans les salles.
- Le réalisateur français Abel Gance tourne son Napoléon (fin en 1927).
- Georges-Michel Coissac publie une Histoire du cinématographe (juillet 1925).

## Principaux films de l'année
- 16 mars : Les Fiancées en folie de Buster Keaton avec Buster Keaton.
- 18 mai : Berlin : La Rue sans joie de Georg Wilhelm Pabst avec Greta Garbo.
- 26 juin : La Ruée vers l'or de Charlie Chaplin.
- 29 juillet : Feu Mathias Pascal, de Marcel L'Herbier, d'après Pirandello, avec Ivan Mosjoukine et Michel Simon.
- 26 août : La Veuve joyeuse, du réalisateur autrichien Erich von Stroheim.
- 9 octobre : L'Abbé Constantin de Julien Duvivier.
- 5 novembre, États-Unis : La Grande Parade de King Vidor avec John Gilbert.
- 23 novembre, États-Unis : Go West, film américain de Buster Keaton.
- 21 décembre : Sortie du film Le Cuirassé Potemkine de Sergueï Eisenstein.
- 30 décembre : Ben Hur, film de Fred Niblo des studios Metro-Goldwyn-Mayer.
- Sortie en France des Rapaces d'Erich von Stroheim.

Également :
- Le Chevalier à la rose, film de Robert Wiene (titre original allemand Der Rosenkavalier)
- Le Fantôme de l'Opéra, film de Rupert Julian.
- Le Monde perdu de Harry O. Hoyt
- Madame Sans-Gêne, film tourné en France par Léonce Perret, avec Gloria Swanson.

## Récompenses
- 26 mai : L'Exposition internationale des arts décoratifs décerne une médaille d'or pour le premier film de Sergueï Eisenstein : La Grève.

## Principales naissances
- 26 janvier : Paul Newman, acteur américain († 26 septembre 2008).
- 7 février : Anatole Dauman, producteur de cinéma français († 8 avril 1998).
- 10 février : Pierre Mondy, cinéaste et comédien français († 15 septembre 2012).
- 17 février : Hal Holbrook, acteur, réalisateur, scénariste américain. († 23 janvier 2021).
- 3 mars : Rimma Markova, actrice russe († 15 janvier 2015).
- 9 mars : Jack Smight, réalisateur américain († 1er septembre 2003).
- 21 mars : Peter Brook, metteur en scène britannique. († 2 juillet 2022).
- 27 avril : Brigitte Auber, actrice française.
- 3 juillet : Anatoli Efros, réalisateur et metteur en scène soviétique († 13 janvier 1987).
- 9 juillet : Guru Dutt, acteur et réalisateur indien († 10 octobre 1964).
- 11 juillet : David Graham, acteur britannique († 20 septembre 2024).
- 13 juillet : Boris Novikov, acteur soviétique († 25 juillet 1997).
- 27 août : Darry Cowl, comédien français († 14 février 2006).
- 31 août : Maurice Pialat, cinéaste français († 11 janvier 2003).
- 1er septembre : Walter Stocker acteur américain († 5 décembre 2003).
- 8 septembre : Peter Sellers (Richard Henry Sellers, dit), acteur britannique († 24 juillet 1980).
- 23 septembre : Jean-Charles Tacchella, cinéaste français († 29 août 2024).
- 18 octobre : Melina Mercouri (Maria Amalia Mercouris, dite), actrice et femme politique grecque († 6 mars 1994).
- 20 octobre : Roger Hanin (Roger Lévy, dit), comédien français († 11 février 2015).
- 6 novembre : Michel Bouquet, comédien français. († 13 avril 2022)
- 10 novembre : Richard Burton (Richard Jenkins, dit), acteur britannique († 5 août 1984).
- 13 décembre : Dick Van Dyke, acteur, producteur, scénariste et réalisateur américain.
- 27 décembre : Michel Piccoli, comédien français († 12 mai 2020).
- 28 décembre : Hildegard Knef, comédienne allemande († 1er février 2002).

## Principaux décès
- 26 février : Louis Feuillade, cinéaste français (° 19 février 1873).
- 2 juin : Lucien Guitry, comédien français (° 1860).
- 31 octobre : L’acteur et réalisateur Max Linder, né Maximilien Leuvielle le 16 décembre 1883, se suicide après avoir assassiné sa femme Hélène Peters âgée de dix-sept ans, sous l'empire de la jalousie.